# Arganda del Rey
Arganda del Rey és un municipi de la comunitat autònoma de Madrid.

## Edat Antiga
L'estratègica situació d'Arganda com camí al Mediterrani des de Madrid ha fet d'aquesta població al llarg del temps espectador de luxe de diversos capítols històrics, on s'han assentat diverses civilitzacions en la seva història. El primer assentament documentat a la zona correspon amb l'arribada dels celtes, dedicats al cultiu de cereals i a la cria d'animals. No obstant això, ni aquests, ni els següents pobladors, els romans, van fundar un assentament definitiu. Cap al 1000 a C els pobles centreeuropeus entraren pels Pirineus, barrejant-se amb la població autòctona. Tot fa indicar que els quals es van assentar en la zona actual d'Arganda van triar Vilches, ja que aquests solien situar-se prop a les valls o rius. Els romans van prendre el control d'aquesta zona el 78 aC al comandament de Sertori. El desenvolupament comercial es va desenvolupar amb la construcció de calçades.

## Edat mitjana
El primer assentament no es va produir fins a l'arribada dels àrabs, qui van deixar la base d'un nucli de població i que seria consolidat en la Reconquesta, amb la repoblació cristiana de final del segle xi. No obstant això, Arganda no expandeix la seva població de manera notable fins al segle xiv. Es diu que aquesta expansió es va deure al despoblament que van sofrir les terres de Valtierra i Vilches a causa de l'epidèmia de la pesta que va assotar en 1348 o a una invasió de termites i formigues, encara que aquesta hipòtesi no té tant pes.
Al segle xi Arganda és conquistada pels cristians, però no expandeix la seva població de manera notable fins al segle xiv. Encara que el fet no està contrastat, es diu que aquesta expansió es va deure a l'abandó de les seves terres dels veïns de Valtierra i Vilches a causa d'una invasió de termites. La majoria dels historiadors creu més probable que aquesta migració es degués a la Pesta Negra (1348).

## Edat Moderna

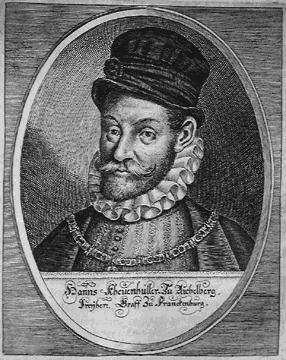
Hans Khevenhuller, ambaixador alemany a Espanya, va manar construir la Casa del Rei.

La consolidació d'Arganda arriba amb l'edat moderna. Aquesta migració va donar al poble altra dimensió, va créixer més, el poble va descendir del turó al pla i van aparèixer nous carrers.

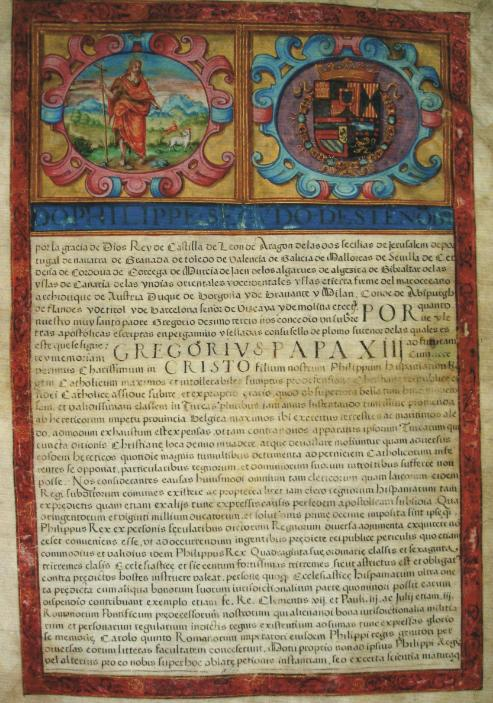
Carta de Felipe II on concedeix a Arganda la condicion de vila de reialeng, 12 de març de 1583.

Fins a la fi de 1580 Arganda pertany a l'Arquebisbat de Toledo. Felip II atorga el títol de Vila a la població, però els problemes econòmics del municipi fan que sigui venut al Duc de Lerma en l'any 1613. El poble es rebel·la en la presa de possessió en el que es coneix com el Motí d'Arganda. En 1650, al morir el seu net sense deixar fills barons, Arganda va tornar a ser vila de realengo. Anteriorment en 1594 s'havia començat a construir la Casa del Rei. Fou construïda per encàrrec de l'ambaixador d'Alemanya, Hans Khevenhüller y Wolf, qui tenia bona relació amb la Cort de Felip III. En 1658 va començar a construir-se l'Ermita de la Solitud i va finalitzar en 1668. Es va ampliar i va renovar entre 1733 i 1736.
Arribada la segona meitat del segle xvii, la Companyia de Jesús s'establix a Arganda. Això es va perllongar fins a 1764, quan es van veure obligats a abandonar Arganda degut al fet que les seves propietats, la ramaderia i el vi, estaven exemptes d'impostos. Això no va agradar als responsables de la recaptació fiscal i va tenir com a conseqüència la marxa dels jesuïtes de la ciutat. La comercialització del vi se centra en uns pocs propietaris que exerceixen el control polític i econòmic de la vila a partir del segle xix.

## Seglexix
El segle xix és un període d'esplendor, de creixement econòmic que propicia millores en el municipi, encara que no sense abans tenir el seu protagonisme en la Guerra de la Independència Espanyola. La població va patir accions genèriques de pillatge de la mà de la divisió del Mariscal Claude-Victor Perrin. Un altre dels episodis més rellevants en la població va ser l'incendi que va sofrir l'Ermita de la Solitud, desapareixent la talla de la patrona, la Verge de la Solitud, de Gaspar Becerra, que un any després, el 24 de juny de 1810, seria reemplaçada per l'actual imatge de l'escultor José Ginés. En 1821 es construïx el pont sobre el riu Jarama. L'estructura és de fusta i durant la fase de projecció del pont s'adverteix que és frèvol. No obstant això se segueix endavant amb la construcció i pocs mesos després de la seva inauguració s'esfondra. Fins a 1843 no es construiria un nou pont, aquesta vegada de ferro, i que perduraria fins al final del segle, quan una nova estructura més robusta ho substituiria. La construcció del pont metàl·lic permetria el pas del ferrocarril que permetria el desenvolupament industrial de la ciutat.

## Seglexx
Superat això, el creixement econòmic aviat es posa de manifest. El municipi creix gràcies a la seva indústria vinícola i la millora en la xarxa de transports. En 1886 s'inaugura una línia de ferrocarril amb Madrid. No obstant això, només va operar amb viatgers fins a 1953. A l'inici del segle xx es funda al municipi una sucrera que inicia un procés d'industrialització i d'una gran expansió demogràfica. Els treballadors de la sucrera donarien suport a l'adveniment de la Segona República i la població seria testimoni d'excepció en la Guerra Civil Espanyola amb la batalla del Jarama. La defensa del Pont d'Arganda va anar de rellevant importància en la batalla del Jarama, el seu defensa s'havia convertit en un emblema, i allí es van produir els més durs enfrontaments, arribant fins i tot al cos a cos entre els dies 6 i 9 de febrer de 1937.
Als anys 1960 s'inicia altra explosió demogràfica emparada pel constant creixement del polígon industrial que va passar de 6.000 habitants el 1960 a 22.000 habitants el 1981, en la seva major part per la immigració d'origen andalús i extremeny, i més recentment amb l'acollida de nova població immigrant, aquesta vegada majoritàriament pertanyent a la comunitat romanesa, arribant a tenir més de 47.000 habitants en l'actualitat. Durant el segle xxi la població i l'economia han crescut de la mà i a passos geantics. Fa molt que Arganda va deixar de ser aquesta vila tímida per esdevenir el que és avui, una moderna ciutat de referència en la Comunitat de Madrid.

## Persones il·lustres
- Manuel Díaz El Cordobés, torero (1968)
- Luis Amado, portero de la selecció espanyola de futbol sala
- Iván Leal Reglero, campió del món de karate
- Leonor de Cortinas, mare de Miguel de Cervantes Saavedra
- Álvaro Justo, torero
- Raúl Medina, futbolista Atlético de Madrid 'B' (1983)